# Караилиев, Момчил
Момчил Караилиев (болг. Момчил Караилиев; род. 21 мая 1982, Сливен) — болгарский легкоатлет, специалист по тройным прыжкам. Выступал за сборную Болгарии по лёгкой атлетике в 1999—2019 годах, чемпион Балкан, многократный победитель первенств национального значения, участник двух летних Олимпийских игр.

## Биография
Момчил Караилиев родился 21 мая 1982 года в Сливене, Болгария.
Впервые заявил о себе на международном уровне в сезоне 1999 года, когда вошёл в состав болгарской сборной и выступил в прыжках в высоту на юношеском мировом первенстве в Быдгоще.
В 2003 году в тройных прыжках стал четвёртым на молодёжном европейском первенстве в Быдгоще.
В 2004 году прыгал тройным на чемпионате мира в помещении в Будапеште. Благодаря череде успешных выступлений удостоился права защищать честь страны на летних Олимпийских играх в Афинах — на предварительном квалификационном этапе прыгнул на 16,45 метра, чего оказалось недостаточно для выхода в финал.
В 2005 году среди прочего занял пятое место на чемпионате Европы в помещении в Мадриде и 11-е место на чемпионате мира в Хельсинки.
В 2006 году был девятым на чемпионате мира в помещении в Москве.
Принимал участие в Олимпийских играх 2008 года в Пекине — в финале программы тройного прыжка показал результат 16,48 метра, расположившись в итоговом протоколе соревнований на 11-й строке.
В 2009 году одержал победу на чемпионате мира среди военнослужащих, с личным рекордом 17,41 выиграл домашний турнир в Софии, был лучшим на Мемориале братьев Знаменских в Жуковском, стал девятым на чемпионате мира в Берлине.
В 2010 году выступил на чемпионате мира в помещении в Дохе, показал 14-й результат на чемпионате Европы в Барселоне.
Участвовал в чемпионате Европы в помещении 2011 года в Париже, в финал не вышел. Победил на домашнем чемпионате Балкан в Сливене.
На чемпионате Европы 2012 года в Хельсинки стал пятым.
В 2016 году был четвёртым на чемпионате Европы в Амстердаме.
В 2017 году выступил в тройном прыжке на чемпионате мира в Лондоне. Превзошёл всех соперников на чемпионате Балкан в Нови-Пазаре.
В 2018 году занял 12-е место на чемпионате мира в помещении в Бирмингеме. Был заявлен на чемпионат Европы в Берлине, но в итоге на старт здесь не вышел.
Завершил спортивную карьеру по окончании сезона 2021 года.